# Freemake Video Converter
Freemake Video Converter é um aplicativo de edição de vídeo de modelo Freemium, desenvolvido pela Ellora Assets Corporation. O programa pode ser usado gratuitamente para converter entre formatos de vídeo, ripar DVDs de vídeo, criar apresentações de fotos e visualizações de música. O aplicativo também pode gravar fluxos de vídeo compatíveis em DVD ou discos Blu-ray ou enviá-los diretamente para o YouTube.
A diferença é que se o usuário instalar uma versão gratuita do programa, o logotipo da empresa Freemake será adicionado ao vídeo e a velocidade de conversão será reduzida. Se optar por usar uma versão paga, a conversão será bem mais rápida e a logo não será adicionada ao vídeo. Apesar dessas diferenças, as conversão é feita normalmente. O aplicativo, junto a outros desenvolvidos pela Freemake, está disponível para Windows.  

## Funcionalidades
Para quem busca uma ferramenta básica de edição de vídeo, o Freemake Video Converter pode ser uma boa opção. O programa realiza tarefas simples de edição de vídeo, como cortar, girar e mesclar vários vídeos em um único arquivo com efeitos de transição. Também é possível criar slideshows de fotos com música de fundo. Os usuários podem enviar esses vídeos para o YouTube.
O Freemake Video Converter suporta a maioria dos formatos de vídeo, áudio e imagem e converte arquivos para AVI, MP4, WMV, Matroska, FLV, SWF, 3GP, DVD, Blu-ray, MPEG e MP3. O aplicativo também prepara vídeos suportados por vários dispositivos multimídia, incluindo dispositivos da Apple (iPod, iPhone, iPad), Xbox, Sony PlayStation e dispositivos móveis Samsung, Nokia, BlackBerry e Android. O software é capaz de realizar a gravação de DVD e pode converter vídeos, fotografias e músicas em DVD.
A interface é baseada na tecnologia Windows Presentation Foundation. O Freemake Video Converter suporta a tecnologia NVIDIA CUDA para codificação de vídeo H.264 (a partir da versão 1.2.0).
O aplicativo também possui em sua página, link para tirar as principais dúvidas dos usuários interessados no programa. Lá é possível conhecer as principais diferenças entre a versão gratuita e paga, bem como esclarecer sobre o funcionamento do mesmo.  Paralelamente, há um Blog com várias informações relacionadas à produção de áudio e vídeo, além de outros assuntos interessantes a respeito de tecnologia. Também há à vídeos tutoriais de como realizar a conversão utilizando o Freemake.  

## Versões
O software já passou por algumas alterações importantes desde a sua criação. 
A versão 2.0 do Freemake Video Converter, por exemplo, foi uma grande atualização que integrou duas novas funções: gravação de vídeos de portais online e criação e gravação de discos Blu-ray. A versão 2.1 implementou sugestões de usuários, incluindo suporte a legendas, criação de imagens ISO e conversão de DVD para DVD/Blu-ray. Com a versão 2.3 (anterior 2.2 Beta), foi adicionado suporte para DXVA para acelerar a conversão (até 50% para conteúdo HD).
Na versão 3.0 foi adicionado suporte de criação de vídeo HTML5 e novas predefinições para smartphones.
A partir da versão 4.0 (introduzida em abril de 2013) é que foram incluídas as opções adicionais freemium "Gold Pack".  A partir da versão 4.0.4, lançada em 27 de agosto de 2013, o programa adiciona uma marca d'água promocional no final de cada vídeo que possua duração de mais de 5 minutos. Isso só ocorre caso o Gold Pack não esteja ativado. A versão 4.1.9, lançada em 25 de novembro de 2015, adicionou suporte para a função de arrastar e soltar que não estava disponível em versões anteriores. 
Desde a versão 4.1.4 (dezembro de 2017), a tela de boas-vindas do Freemake é adicionada no início do vídeo. Assim, o logotipo do Freemake é adicionado no centro de todo o vídeo. Apesar de fazer todo o processo normalmente, para que o vídeo fique pronto sem o logo é necessário pagar.  

Quem quiser utilizar o aplicativo deve estar atento para as seguintes configurações listadas a seguir:

### Requisitos técnicos
- Sistema Operacional : Windows 7, 8 e 10
- Processador: pelo menos 1 GHz
- Memória RAM: 1 GB ou mais
- Espaço em Disco : 30 MB
- Ter instalado .NET Framework 4.5

## Críticas

### Problemas de licenciamento
O FFmpeg adicionou o Freemake Video Converter v1.3 ao seu Hall of Shame. Isso ocorreu porque  foi relatada, em 16 de dezembro de 2010, uma possível violação da GNU General Public License (Licença Pública Geral GNU). Neste caso, o Freemake teria distribuído os componentes do projeto FFmpeg sem fornecer informações sobre o autor. Até agora, a Ellora Assets Corporation ainda não respondeu sobre a questão.

### Pacote de software de patrocinadores
Desde a versão 4.0, o instalador do Freemake Video Converter incluiu a ferramenta de busca do Conduit, assim como o malware SweetPacks. Apesar disso, os usuários poderiam recusar os softwares durante a instalação. Porém, a opção de recusar a instalação do Conduit e do SweetPacks era exibida em cinza, o que equivocadamente deu a impressão de que já estava desativada.